# Location Area
Location Area (LA; deutsch Aufenthaltsbereich) bezeichnet im Mobilfunk (GSM und UMTS) den aktuellen Aufenthaltsbereich eines Mobiltelefons innerhalb eines Mobilfunknetzes.

## Definition und Eigenschaften
Eine Location Area ist definiert durch die Location Area Identity (LAI), bestehend aus Mobile Country Code (MCC), Mobile Network Code (MNC) und dem Location Area Code (LAC, eine 2 Byte große Kennung, deutsch Aufenthaltsbereichskennzahl). Also: LAI = MCC + MNC + LAC.
Eine Location Area besteht aus einer variablen Anzahl von Funkzellen (BTS), die  demselben Mobile-services Switching Centre (MSC) angeschlossen sind, meist werden sie sogar von demselben Base Station Controller (BSC) gesteuert. In Kombination mit der Cell-ID (CID), welche die einzelnen Funkzellen innerhalb einer Location Area eindeutig unterscheidet, wird LAI + CID zu der weltweit eindeutigen Global Cell-ID (GCID).
Die geographische Größe einer Location Area variiert je nach Netzdichte (Anzahl der BTS), Gesprächs- bzw. Datenaufkommen und individuellen, vom Netzbetreiber festgelegten Konfigurationen.

## Ortung im Mobilfunknetz
Solange sich ein GSM-Mobiltelefon im „idle mode“ befindet, also keine Verbindung aktiv ist, ist die Location Area die einzige standortbezogene Information, die dem Netz bekannt ist. Wechselt das Mobiltelefon in eine Funkzelle, die einer anderen Location Area angehört, so findet ein Location Update statt, sprich das Netz wird darüber informiert, dass man sich nun in einem anderen Aufenthaltsbereich befindet. Wird in eine andere Zelle innerhalb derselben Location Area gewechselt, so findet kein Location Update statt. Damit ist die LA die kleinste adressierbare Einheit, in der ein Mobiltelefon mittels Paging gerufen werden kann.
Der genaue Aufenthaltsort des Mobiltelefons in einem GSM-Mobilfunknetz über die CID wird dem Netz erst mit dem Aufbau einer Verbindung, etwa durch einen Anruf oder dem Versand oder Empfang einer Kurznachricht, bekannt. Unter Verwendung einer „stillen SMS“ kann dieser Vorgang auch ausgelöst werden, ohne dass der Anwender dies bemerkt. In neueren Mobilfunknetzen der dritten Generation, dies sind unter anderem UMTS und CDMA2000, kann die Global Cell ID (GCID) auch ohne „stille SMS“ vom Netzbetreiber ermittelt werden.